# Гусак Раїса Дмитрівна
Раїса Дмитрівна Гусак (нар. 12 грудня 1944 — 14 серпня 2017) — фольклористка-етноорганолог, громадська діячка. Заслужений артист України (1998). Член міжнародного Комітету музеїв і колекцій музичних інструментів (1994).
Закінчила Київську консерваторію (1969). Від 1966 — викладачка Київської ДМШ № 1 У 1971 — 73 — артистка Оркестру українських народних інструментів Музично-хорового тов-ва України. Від 1973 — викладачка Київського інституту культури.
Створила студентський професійний фольклорний ансамбль «Весільні музики» — основу його репертуару складають понад 250 транскрипцій традиційних інструментів музики, записаної у фольклорних експедиціях на Закарпатті, Прикарпатті, Буковині, Гуцульщині, Поділлі, Лівобережній Наддніпрянщині тощо. Зібрана нею унікальна колекція музичних інструментів відома у багатьох країнах світу й використовується у творчій діяльності студентських колективів.

## Творчість
- Використання фольклорної спадщини в дитячій художній самодіяльності // Мистецтво і виховання творчої особистості. — К., 1988;
- Весільні інструментальні капели подільського Придністров'я: джерела формування традиції // Зб. наук, праць кафедри фольклору та етнографії Київ. держ. інституту культури. — К., 1995;
- Керамічний свистунець в Україні // Проблеми етномузикології: Наук. зб. НМАУ. — К., 1998. — Вип. 1;
- Музична культура «штетл» на півдні України // Єврейська історія та культура в країнах Центральної та Східної Європи. — К., 1999;
- Варган в Україні // Актуальні проблеми теорії музики та музичного виховання. — К., 2000;
- Традиції клезмерів у сучасній музичній культурі Поділля // Єврейська історія та культура в Україні. — К., 2005;
- Про збережені традиції єврейської музичної культури на Поділлі // Матеріали IX міжн. єврейських читань. — Запоріжжя, 2005;
- Цимбаліст Петро Вередюк // НТЕ. — 1978. — № 6;
- Тересвянські мелодії // Музика. — 1985. — № 1;
- The Vessel Flute in Ukraine // REGIONAI TRADITIONS IN INSTRUMENT MAKING (Регіональні традиції виготовлення музичних інструментів). — Leipzig; Halle (Saale), 1999.